# 로베르토 바조
로베르토 바조(이탈리아어: Roberto Baggio, 1967년 2월 18일, 이탈리아 칼도뇨 ~ )는 이탈리아의 은퇴한 축구선수로, 포지션은 공격수였다. 1990년대 세계 최고의 선수 중 한 명이었다.

## 선수 경력
1994년 FIFA 월드컵에서 로베르토 바조는 16강전(대 나이지리아), 8강전(대 스페인), 준결승전(대 불가리아)에서의 득점으로 팀의 승리를 도왔다. 그러나 결승전(대 브라질)에서 양 팀 모두 득점을 기록하지 못해 승부차기를 하게 되었는데, 2:3으로 지고 있는 상황에서 마지막 키커로 나섰지만 슛이 크로스바 위로 넘어감으로써 팀은 준우승에 그치고 말았다.

## 수상

#### 유벤투스
- 세리에 A : 1994-95, 1995-96
- 코파 이탈리아 : 1994-95
- UEFA컵 : 1992-93

#### 밀란
- 세리에 A : 1995-96

#### 인테르
- UEFA 인터토토컵 : 1998

#### 이탈리아
- FIFA 월드컵 : 준우승 (1994), 3위 (1990)

### 개인
- 발롱도르 : 1993
- FIFA 올해의 선수 : 1993
- 월드사커 올해의 선수 : 1993
- FIFA 월드컵 실버볼 : 1994
- FIFA 월드컵 실버슈 : 1994
- FIFA 월드컵 올스타팀 : 1994
- 세리에 C 올해의 선수 : 1985
- 세리에 A 올해의 선수 : 2001
- 세리에 A 도움왕 : 1995-96
- 유로피언 컵위너스컵 득점왕 : 1990-91
- 옹즈도르 : 1993
- 옹즈 드 브롱즈 : 1994
- 옹즈 다르장 : 1995
- 옹즈도르 올해의 팀 : 1993, 1994, 1995
- 구에린도르 : 2001
- 돈 발롱 어워드 : 1994
- 골든풋 : 2003

- AC 밀란 명예의 전당
- 이탈리아 축구 명예의 전당 : 2011
- 이탈리아 스포츠 명예의 거리 : 2015
- 유벤투스 구단 50인 레전드 : 2011
- 가에타노 시레아 상 : 2001
- 주세페 프리스코 상 : 2004
- 브라보 상 : 1990
- Man of Peace : 2010
- Gentleman di Platino: 2015
- FIFA XI : 2000, 2002

### 서훈
- 이탈리아 공화국 공로장 5등급 : 1991

### 각종 선정, 조사
- 월드사커 20세기 최고의 선수 16위
- 프랑스풋볼 20세기 최고의 선수 18위
- 구에린 스포르티보 20세기 최고의 선수 27위
- 라 레푸블리카 20세기 최고의 선수 32위
- AFS 20세기 최고의 선수 79위
- 플라카르 20세기 최고의 선수 91위
- 플라카르 월드컵 최고의 선수 24위
- 일 베네르디 20세기 최고의 선수 32위
- UEFA 골든 주빌리 투표 24위
- Planete Foot 역대 레전드 50인
- 슈퍼 옹즈도르 4위 : 1995
- FIFA 월드컵 드림팀 : 2002
- IFFHS 레전드 48인
- FIFA 100